# ビル・ブラウン (サッカー選手)
ウィリアム・ダラス・ファイフ・"ビル"・ブラウン（William Dallas Fyfe "Bill" Brown、1931年10月8日 - 2004年11月30日）は、スコットランド・アンガス・アーブロース出身のサッカー選手。サッカースコットランド代表。現役時代のポジションはGK。

## 経歴
スコットランドのダンディーFCでプロとしてのキャリアをスタート。ダンディーではリーグカップ2度の優勝を経験した。リーグ215試合に出場し、クラブの正GKとして活躍した。
1959年6月に1万6500ポンドの移籍金でトッテナム・ホットスパーFCへと加入した。トッテナムではビル・ニコルソンの下で正GKとしてプレーし、1960-61シーズンのダブル達成に貢献。このシーズンは公式戦で1試合を除く他の全試合に出場した。1961-62シーズンのFAカップ連覇、1962-63シーズンのUEFAカップウィナーズカップ優勝にも貢献した。
1964年にGKのパット・ジェニングスが加入すると、怪我をしていたこともあり、出場機会が激減し、サブGKの地位に下がった。1966年10月にイングランド2部リーグのノーサンプトン・タウンFCへと移籍したが、そのシーズンにノーサンプトンは3部リーグへと降格した。
サッカースコットランド代表としては28キャップを数えた。1958 FIFAワールドカップにも出場している。

## タイトル
ダンディー
- スコティッシュリーグカップ:1951-52,1952-53

トッテナム
- リーグ:1960-61
- FAカップ:1960-61,1961-62
- FAチャリティ・シールド:1961,1962
- UEFAカップウィナーズカップ:1962-63